# جون وارنر (محامي)
جون وارنر (بالإنجليزية: John Warner)‏ هو قاضي ومحامي أمريكي، ولد في 22 يناير 1943.